# Henriette-Lucy de La Tour du Pin Gouvernet
Henriette-Lucy de La Tour du Pin Gouvernet, född Dillon 20 februari 1770 i Paris, död 2 april 1853 i Pisa, var en fransk memoarskrivare. Hon är berömd för sina memoarer, som skildrar hennes dramatiska liv före och under franska revolutionen, Napoleontiden och den bourbonska restaurationen.

## Biografi

### Före revolutionen
Henriette-Lucy Dillon var dotter till generalen Arthur Dillon (1750–1794) och hovdamen Thérèse-Lucy de Dillon. Hennes far tillhörde en fransk familj av irländsk-katolskt ursprung, och hennes mor var hovdam och personlig vän till drottning Marie Antoinette. Efter sin mors död och sin fars utlandspostering 1782 levde hon med sin mormor och dennas älskare och morbror, ärkebiskopen av Narbonne, Arthur Richard Dillon. Hon beskriver sin mormor som en oerhört dominant och tyrannisk karaktär i sina memoarer, som fram till att hon gifte sig hotade att sätta henne i kloster vid minsta missnöje.
Henriette-Lucy Dillon gifte sig 1787 med diplomaten Frédéric, greve de Gouvernet (efter sin fars död 1794 markis de La Tour-du-Pin), och blev därmed svärdotter till krigsminister Jean-Frédéric de la Tour du Pin-Gouvernet. Äktenskapet var ett kärleksäktenskap, något som just då hade blivit modernt genom Rosseaus idéer, och beskrivs som lyckligt.
Efter sitt giftermål fick hon sin mors vakanta plats som biträdande hovdam (dame du palais surnuméraire) hos Marie Antoinette, och tjänstgjorde varje söndag fram till revolutionens utbrott. Hon deltog i societetslivet i Paris genom sin makes faster och sin döda mors vänner, och beskrev en samtida franska överklasskultur där många societetspar levde separerade med var sin älskare, en sed hon dock inte deltog i eftersom hon i motsats till vad som var vanligt hade gift sig av kärlek. Hon uppger att det var på modet för aristokrater att finna hovlivet tråkigt, och att en reformiver var på modet där alla såg fram emot en samhällsomvandling i form av en "engelsk konstitution", men att ingen kunde föreställa sig en revolution. I sina memoarer beskrev hon dock att hon i efterhand medger att en revolution var berättigad, med tanke på alla missförhållanden som rådde.

### Franska revolutionen
Henriette-Lucy bevittnade generalständernas sammanträde på slottet i Versailles. Hennes svärfar utsågs till krigsminister, och eftersom hennes svärmor hade satts i fängelsekloster av sin make, fungerade hon som hans värdinna. Hon bevittnade den stora skräcken på landsbygden sommaren 1789, då hon befann sig på kurorten Forges i Normandie, och bekräftar den typiska scenen då ryttare red från by till by och fick befolkningen att beväpna sig genom lögner om att fienden - i detta fall österrikarna - hade nått grannbyn. Hon red själv till grannbyn Gaillefontaine och tillbaka för att demonstrera att så inte var fallet. Hon blev vid ett tillfälle i den allmänna hysterin misstagen för drottningen.
Henriette-Lucy var ögonvittne till Kvinnotåget till Versailles, som tvingade kungafamiljen att flytta till Tuilerierna i Paris. Tåget föregicks av en välkomstfest för inkallade soldater i Versailles, där kungafamiljen varit närvarande och där man påståtts ha delat ut helvita kokarder och trampat de flerfärgade under fötterna. Hon beskrev det snarare som att några hovdamer från galleriet, främst den nittonåriga Henriette Victoire de Fitzjames, svärdotter till drottningens hovdam Mme de Maillé, hade delat ut vita rosetter från sina hattar till soldaterna som ett tanklöst skämt. När kvinnotåget nådde Versailles sökte hon och hennes svägerska skydd hos hennes makes faster, hovdamen furstinnan d'Henins tjänstevåning, och hon var därför närvarande inne i slottet när demonstranterna bröt sig in, medan hennes make förde befäl över en av de styrkor som försvarade slottet. Hon uppger att den mobb som bröt sig in i slottet för att mörda drottningen måste ha blivit visad dit av någon som visste vägen, och att hennes kammarjungfru hade sett hertigen av Orleans i slottsparken då det skedde. Hennes make evakuerade henne strax därpå till ett hus i staden Versailles, varifrån hon fick fortsätta till Paris medan han fick ansvaret för att skydda slottet från plundring sedan kungafamiljen tvingats till Paris.
Sommaren 1791 gjorde Henriette-Lucy ett besök i Lausanne i Schweiz och beskrev den franska aristokratiska flyktingkolonins tillvaro där i sina memoarer. I oktober 1791 blev hennes make utnämnd till ambassadör i Haag, och hon följde honom till Nederländerna. Hennes make återkallades av utrikesminister Dumouriez i mars 1792, men hon återvände inte till Frankrike förrän i december samma år. Eftersom de hade lämnat landet före utfärdandet av emigrantlagen i november 1792, räknades de inte som emigranter, och deras egendom blev inte konfiskerad.
Efter avrättningen av den före detta kungen lämnade paret Paris i april 1793 och bodde inkognito på sin lantegendom Saint André Bouilh Cubzac i Gironde-regionen under Skräckväldet. Sommaren samma år beslagtogs deras slott av regeringen. Hon gick under jorden medan hennes svärfar (som skulle komma att avrättas) arresterades och hennes make gick under jorden på annat håll. Med hjälp av Theresa Tallien lyckades hon förmå Jean-Lambert Tallien att skriva ut pass till henne och hennes make, och de flydde omedelbart till USA, där de blev mjölkbönder och drev en bondgård utanför Albany i New York. I sina memoarer beskrev hon sin tid som bonde som den lyckligaste i sitt liv.

### Senare liv
Eftersom hon och hennes make hade lämnat landet i hemlighet, blev de aldrig upptagna på emigrantlistan, och det var därför möjligt för dem att återvända till Frankrike efter Robespierres fall. Paret återvände till Frankrike mot hennes vilja år 1796, på hennes makes önskan, då han ville återuppta sin karriär och återta kontrollen över sin egendom. Efter det rojalistiska kuppförsöket 1797 utvisades dock alla emigranter som levt i exil under skräckväldet så som varande misstänkta rojalister. De begav sig då till England. De kunde återvända till Frankrike först i och med Napoleons makttillträde 1799.
Napoleon I välkomnade medlemmarna av den före detta aristokratin tillbaka till Frankrike då han betraktade dem som ett sätt att legitimera sin makt i utlandets ögon, särskilt sedan han återinfört monarkin med sig själv som kejsare 1804. Henriette-Lucys make kunde därför göra diplomatisk karriär i utrikestjänsten under Napoleon. Hon understödde honom med sitt sociala kapital i sällskapslivet och följde honom på hans posteringar. De tillbringade framför allt mycket tid i Italien. Hennes memoarer innehåller också beskrivningar av många uppmärksammade händelser vid kejsarhovet.
Efter den bourbonska restaurationen 1814 kunde maken fortsätta sin diplomatiska karriär under den nya regimen, och Henriette-Lucy följde honom även nu på hans diplomatiska uppdrag. De kvarblev i Frankrike efter Julirevolutionen.
År 1831 medverkade parets son Aymar i det misslyckade kuppförsök mot Ludvig Filip I av Frankrike som iscensattes av Carolina av Bägge Sicilierna i Vendée; han lyckades fly utomlands men dömdes till döden i sin frånvaro. Efter sonens exil sålde Henriette-Lucy och hennes man sin egendom och lämnade Frankrike. Hon blev änka vid sin mans död i Lausanne 1837, och bosatte sig därefter i Pisa i Italien, där hon avled.

## Memoarer
Henriette-Lucy de La Tour du Pin Gouvernets berömda memoarer skrevs ursprungligen som en självbiografi i brevform till hennes enda överlevande barn. Del 1 (1778–1794) skrevs omkring 1820, när hon var i femtioårsåldern, och del 2 (1795–1815) skrevs under hennes dödsår. De skildrar hennes liv från barndomen fram till de hundra dagarna 1815. De var menade som en privat gåva och inte för publikation. Memoarerna kvarblev i hennes familj och utgavs för första gången år 1906.